# 503
Năm 503 là một năm trong lịch Julius.

## Sinh
- 17 tháng 10-Lý Nam Đế Hoàng Đế đầu tiên Việt Nam tức 12 tháng 9 năm Qúy Mùi (m. 548)
- Lương Giản Văn Đế
- Trần Bá Tiên